# Den stora skuggan
Den stora skuggan (tyska: Der große Schatten) är en tysk dramafilm från 1942 i regi av Paul Verhoeven med manus av Harald Bratt. Filmen utspelar sig i Berlins teatervärld där en före detta känd skådespelare, som tagit tjänst som sufflör, återser två skådespelare som förstörde hans liv och karriär. 

## Rollista
- Heinrich George – Conrad Schroeter
- Heidemarie Hatheyer – Gisela Ahrens
- Will Quadflieg – Jürgensen
- Marina von Ditmar – Inge Schroeter
- Ernst Schröder – Dr. Martin Scholz
- Ernst Stahl-Nachbaur – teaterintendent
- Ernst Legal – intendent
- Hans Hermann Schaufuß – inspicient
- Hans Mierendorff – Mildner
- Erich Fiedler – Bobby Kraus
- Hubert von Meyerinck – Voß
- Elsa Wagner – Schenk
- Erich Ponto – Oswald Siebel
- Berta Drews – Lizzy